# Idaea carnearia
Idaea carnearia là một loài bướm đêm trong họ Geometridae.